# Bugatti Type 252
Der Bugatti Type 252 ist ein zweisitziger Sportwagen mit 1,5 Liter Hubraum, der als Prototyp von der historischen Marke Bugatti zwischen 1957 und 1962 entworfen, aber von dem insgesamt nur ein Exemplar gebaut wurde.

## Geschichte
Der Bugatti Type 252 war das Ergebnis einer Sportwagenstudie von 1954 unter der Leitung von Roland Bugatti, dem jüngsten Sohn des Firmengründers Ettore Bugatti und dem Bruder von Jean Bugatti. Der von Roland Bugatti als Nachfolger konzipierte Sportwagen Bugatti Type 252, kam nicht über den Prototyp-Status hinaus und ging nie in Serie und wurde aus finanziellen Gründen aufgegeben. Das einzige gebaute Fahrzeug und Prototyp befindet sich heute im Automobilmuseum Cité de l’Automobile – Musée National – Collection Schlumpf in Mülhausen im Elsass, Frankreich.
Der Type 252 war ein letzter Versuch mit einem neuen Modell wieder auf dem Markt Fuß zu fassen und scheiterte schließlich am Geldmangel, ebenso wie der vorherige Versuch mit dem Rennwagen Type 251.
Nachdem sich das Modell nicht in Serie produzieren ließ, verabschiedete sich das Unternehmen endgültig von der Automobilproduktion und führte dann nur noch Reparaturen und Umbauten alter Bugattis durch.
Roland Bugatti verkaufte das Unternehmen aufgrund angesammelter hoher Schulden und Verluste letztendlich 1963 an den französischen Luft- und Raumfahrtkonzern (und ehemaligen Automobilhersteller) Hispano-Suiza. Die Sammler Fritz und Hans Schlumpf erwarben 1963 anschließend von Roland Bugatti und den anderen Erben den Type 252 sowie die restlichen Bugattis, inklusive aller Prototypen, Motoren und Ersatzteile für ihre Kollektion. Zugleich sicherten sich die Gebrüder vertraglich das Recht auf Überholung, Reparatur und Instandsetzung der Wagen.
Der Type 252 wurde vom Museum restauriert und befindet sich seit 2014 in fahrbereitem Zustand.

## Technik
Die grundlegenden Entwürfe stammen von Gioacchino Colombo, der zuvor für Alfa Romeo, Ferrari und Maserati gearbeitet hatte. Den wassergekühlten Vierzylindermotor leitete Colombo vom 2,5 Liter Achtzylinder-Reihenmotor des Typs 251 ab. Motorblock und Zylinderkopf bestehen aus Leichtmetall, und wie der 251 hat er zwei mit Ketten gesteuerte obenliegende Nockenwellen. Es gibt je ein Ein- und Auslassventil pro Zylinder, Tassenstößel und die Kurbelwelle ist fünffach gelagert. Bohrung und Hub betragen je 78 mm, was einen Hubraum von 1490 cm³ ergibt. Die Gemischaufbereitung besorgen zwei Weber 42-Vergaser; der Motor kann von Einfach- auf Doppelzündung umgerüstet werden. Mit einer Verdichtung von 8,7 : 1 leistet er 120 PS (88 kW) bei 7000/min. Der vorn längs eingebaute Motor gibt die Kraft über ein Vierganggetriebe mit unsynchronisiertem ersten Gang (damals üblich) über eine Kardanwelle an die Hinterachse ab. Das Getriebe stammt möglicherweise vom BMW 507.
Das Fahrgestell besteht aus einem konventionellen Rahmen aus Stahl-Rundrohren. Auch die Aufhängung hat Ähnlichkeiten mit dem Type 251. Vorne besteht sie aus einer Starrachse mit hoch liegender Querblattfeder, Zugstreben und hydraulischen Teleskop-Stoßdämpfern, hinten aus einer De-Dion-Achse mit unten liegender Querblattfeder, Schubstreben und Houdaille-Reibungsdämpfern. Der Type 251 hat vier große, hydraulisch betätigte Trommelbremsen, vorne Duplex. Eine beachtliche Höchstgeschwindigkeit von 200 km/h war möglich.
Den Entwurf für die Barchetta-Karosserie zeichnete Roland Bugatti. Sie wurde von einem italienischen Facharbeiter in Bugattis Auftrag von Hand in Vollaluminium-Bauweise angefertigt und ist mit dem Fahrgestell verschraubt. Der Prototyp-Charakter des Fahrzeugs zeigt sich auch darin, dass sie zum Ausbau des Tanks entfernt werden muss. Als nützliches Detail erweist sich eine unterhalb der Frontscheibe durchlaufende, in die Flanke führende Sicke, die Regen- und Spritzwasser effizient am Cockpit vorbei leitet. Das Fahrzeug ist, der Markentradition folgend, in blau lackiert.
Über das Gesamtgewicht existieren unterschiedliche Angaben zwischen 870  und knapp 1200 kg.

## Kritik
Die Verwendung von vorderen Starrachsen hatte bei Bugatti Tradition. Während Jean Bugatti bereits 1934 am Widerstand seines Vaters gescheitert war, dem Type 57 eine vordere Einzelradaufhängung mitzugeben, war es bei den Nachkriegsmodellen 101. 251 und 252 wohl eher Geldmangel, der die überfällige Anwendung verhinderte. Mehr noch als bei den Type 101 und 252 mit Frontmotor hatte dies vor allem beim Type 251 gravierende Folgen; der Heckmotor-Rennwagen war kaum beherrschbar. Hingegen wird dem Vierzylindermotor des Types 252 ein großes Potential zugestanden.

## Vergleichbare Sportwagen (Auswahl)
- Alfa Romeo Giulietta
- Maserati A6
- OSCA MT4
- Porsche 356 Carrera